# A Szent Mihály rakpart és a Notre-Dame (Luce festménysorozata)
A Szent Mihály rakpart és a Notre-Dame (Le Quai Saint-Michel et Notre-Dame) Maximilien Luce festő képsorozata.
Luce 1887 és 1897 között a neoimpresszionista alkotók közé tartozott, műveit pointillista stílusban alkotta, vagyis nem keverte a színeket, hanem apró, külön álló pontokban, foltokban vitt fel tiszta színeket a vászonra, amelyek a szemlélő tekintetében árnyalatokká álltak össze. A századfordulón azonban egyre inkább felhagyott ezzel a módszerrel, és visszatért az impresszionizmushoz. Az 1890 és a 20. század első évei között keletkezett festménysorozata így egyfajta összekötő elem a két alkotói módszer között, jól mutatja, ahogy Luce stílusa az idő előrehaladtával megváltozott.
Az alkotó tucatnyi festményt készített Albert Dubois-Pillet festő Szent Mihály rakpart (Quai Saint-Michel) 19. szám alatti  műterméből. A kompozíciót a Szajna-part és a rakpart enyhén lejtő vonala, az azokra merőleges Kishíd (Pont Petit) és a Cité-szigeten tornyosuló Notre-Dame-székesegyház vertikális vonalai határozzák meg.
Ez a látószög más festményeken is feltűnik később, Henri Matisse és Albert Marquet ugyanabban az épületben dolgoztak, mint előttük Luce. Matisse 1902-ben festette a Pillantás a Notre-Dame-ra késő délután című alkotását. 1899-ben Maximilien Luce egy levelében azt írta Henri-Edmond Crossnak, hogy a Notre-Dame hihetetlenül gyönyörű onnan, ahonnan rálát. „Halmokban készítem a vázlatokat, és megpróbálom felhasználni őket nagyobb vásznakhoz” – tette hozzá.
Luce 1890-ben valószínűleg nem gondolkodott sorozatban, de 1895-ben Paul Durand-Ruel bemutatta Claude Monet-nak a roueni katedrálisról készült húsz képét. Monet az állandóan változó fényviszonyokat, a „a fény drámáját” akarta ábrázolni a templom gótikus szobrain, kőcsipkéin. Luce ezzel szemben kortárs kontextusba állított a Notre-Dame-ot, képein nemcsak a fényviszonyok, hanem a környezet is változikː gyalogosok, közlekedési eszközök tűnnek fel és el. Ez a fajta megközelítés közelebb áll Luce barátja, Camille Pissarro nézőpontjához, aki szintén a nyüzsgő, modern Párizst ábrázolta a sugárutakról és a Tuilériák kertjéről festett sorozatában. Pissarro szintén festett olyan sorozatot, amely szakrális épületet ábrázol kortárs közegben, a dieppe-i Szent Jakab-templomról. Luce sorozata rokonítható Jean Béraud és Giuseppe De Nittis városképeivel is.
Luce az első képet 1890-ben festette. A kompozíció magába foglalja a székesegyház előtti teljes teret és a nyugati homlokzattal szemben álló rendőrségi  épületet (Préfecture de Police). 1894-ben egy kisebb tanulmányképet készített a Notre-Dame-ról, amelyet Ambroisine Bouinnak, gyermeke leendő anyjának ajándékozott, akivel az előző évben ismerkedett meg. A századfordulón sorozattá bővítette a képeket. Arra törekedett, hogy megteremtse az alkotóelemek szintézisét, amelynek révén megragadhatja a modern városi életélmény teljességét.
Festői módszere megegyezett Paul Signac-éval, aki Georges Seurat 1891-es halála óta a neoimpresszionista csoport leginkább meghatározó teoretikusa volt, a helyszínen felvázolta a motívumokat, majd a műtermében a tanulmányok segítségével elkészítette a nagyobb vásznat. Egy 1900. januári levelében ezt írtaː „Továbbra is nagyon keményen dolgozom a Notre-Dame-on. (...) Szeretnék megörökíteni ünnepségeket, házasságokat, embereket, ahogy jönnek-mennek, a tömeget, egy szóval, Párizstǃ”

## Változatok

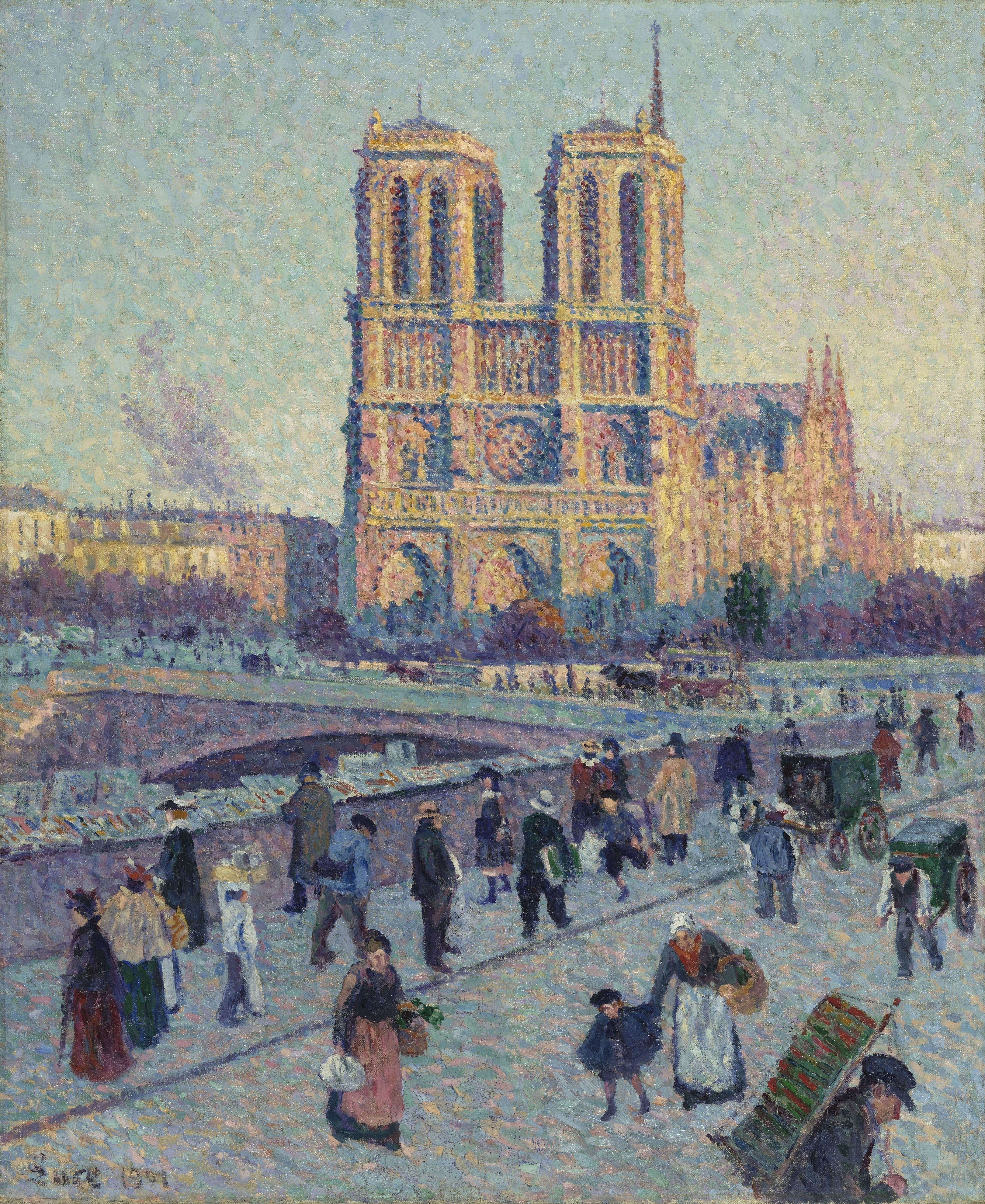
Musée d’Orsay
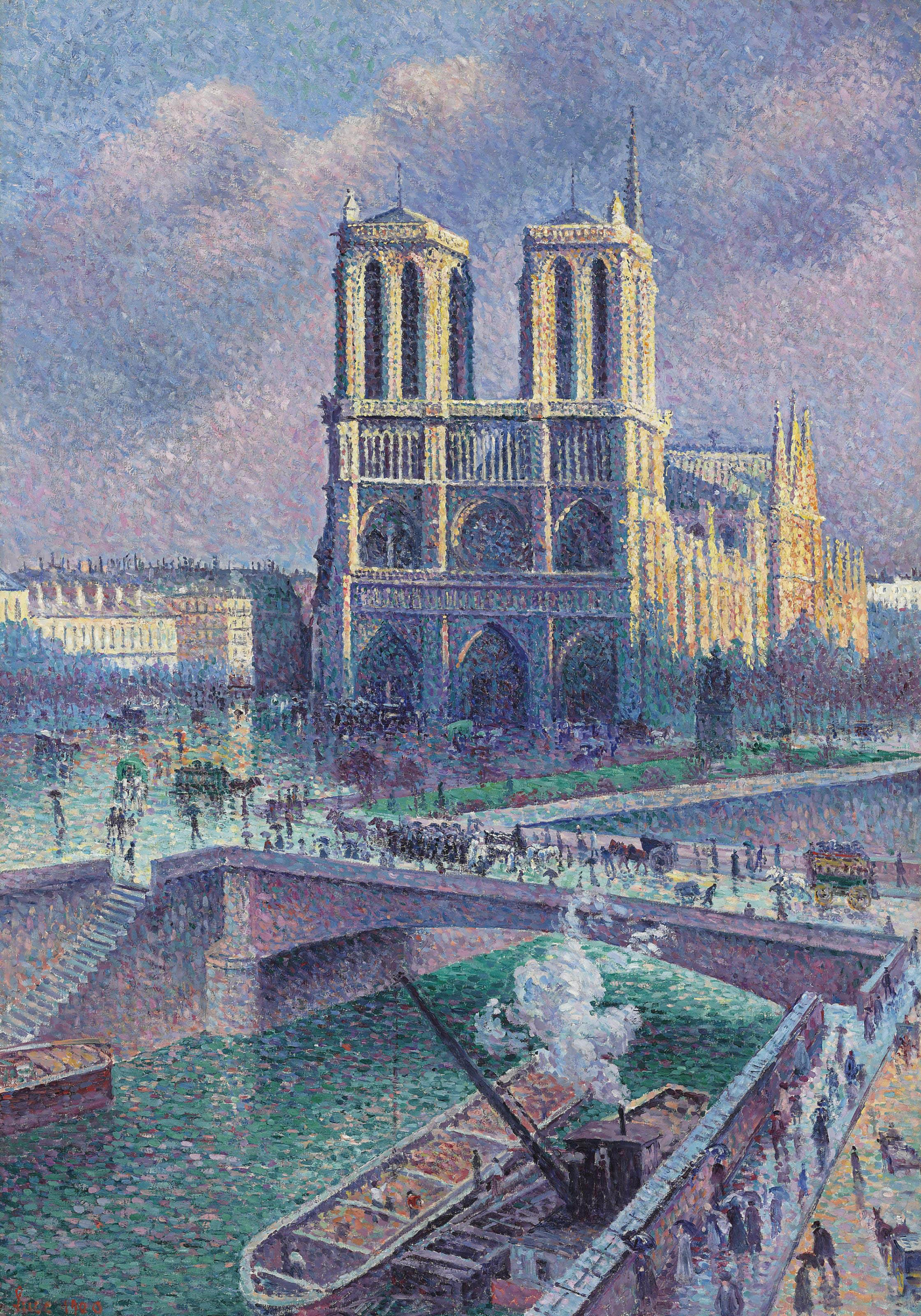
1900-ban festett kép*
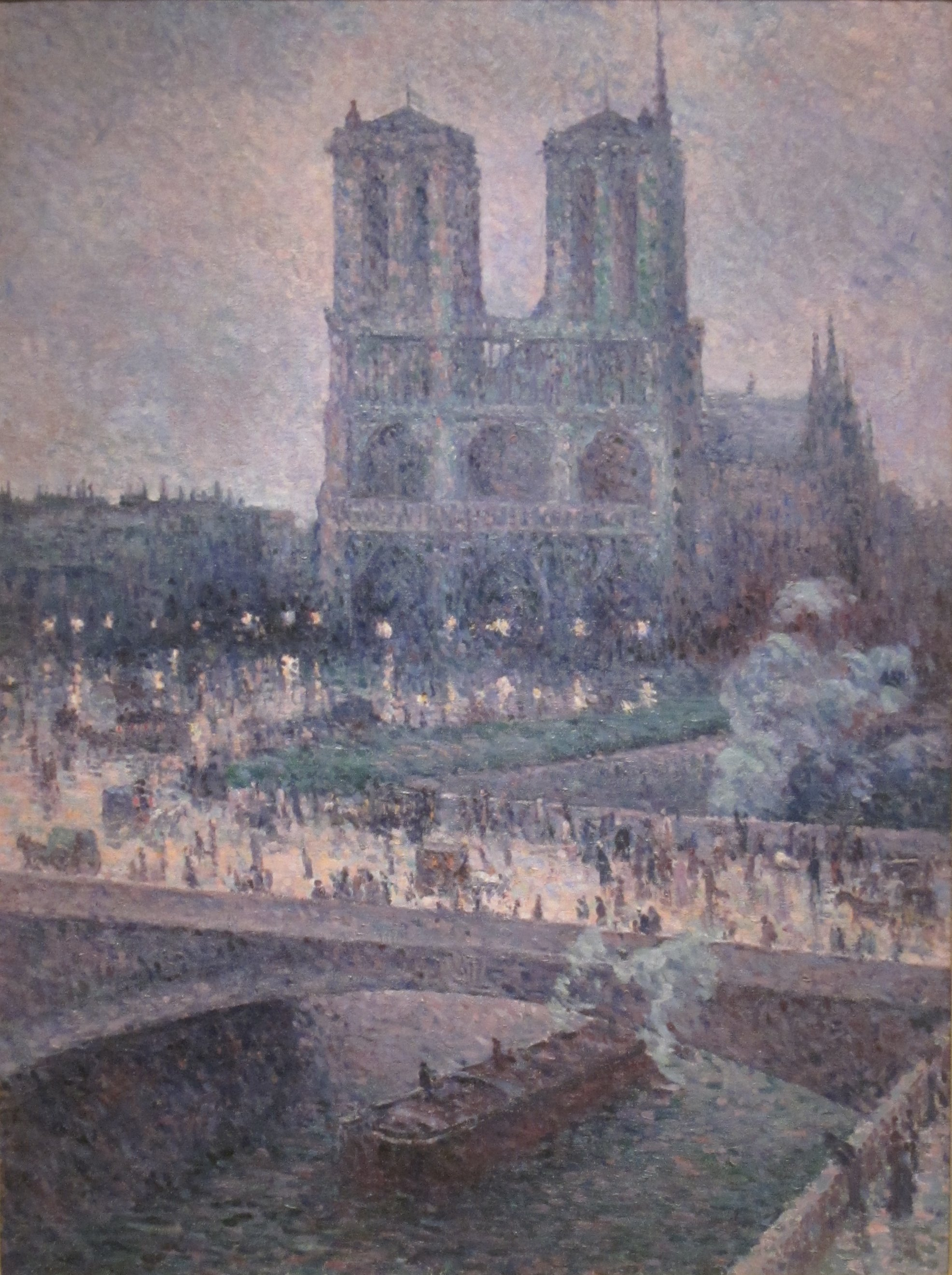
San Diego Museum of Art
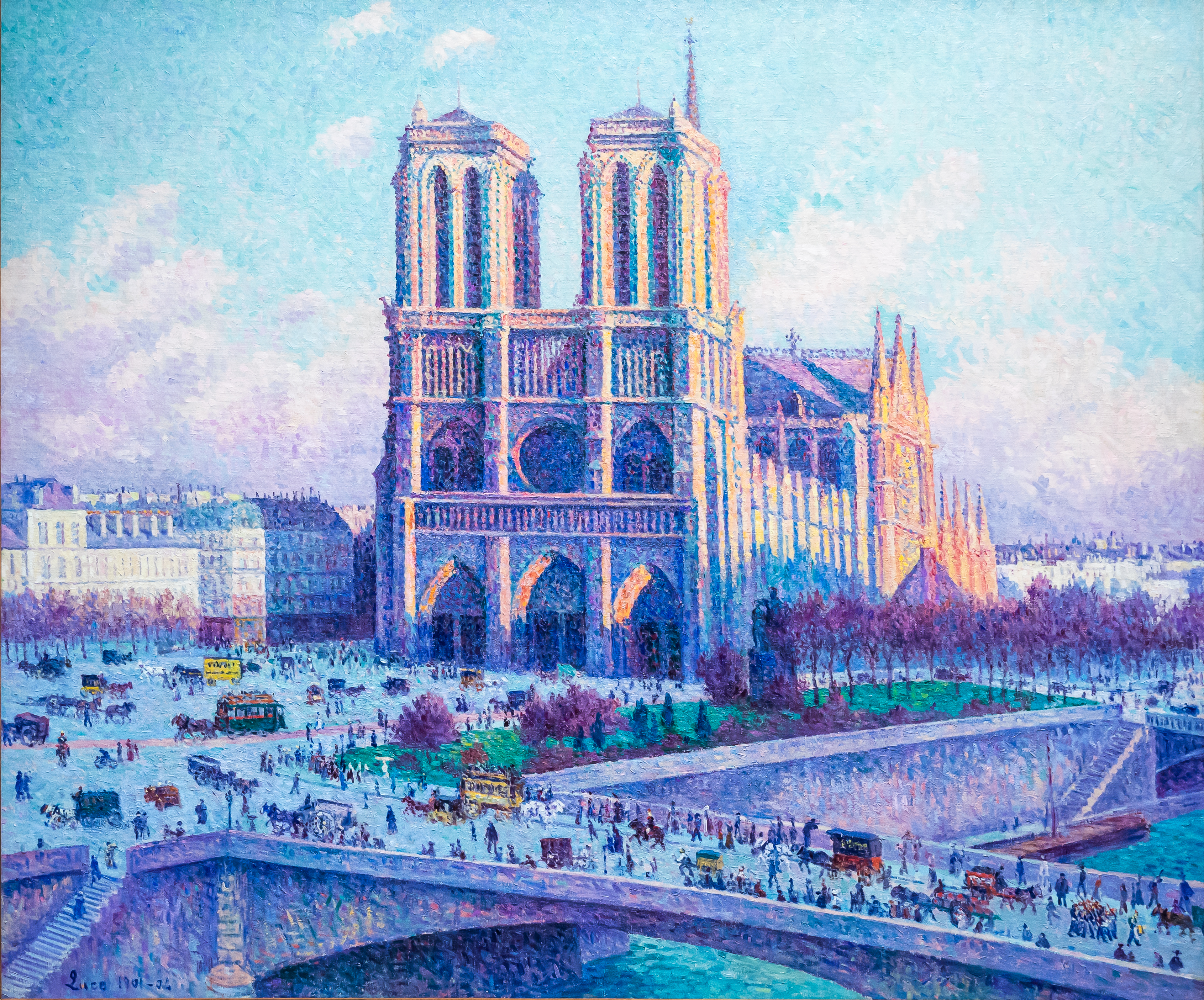
Wallraf-Richartz-Museum

*A galériában látható második képet 1900-ban festette Maximilien Luce, a maga 116 × 81,3 centiméterével a sorozat méretesebb darabjai közé tartozik. 1967-ig fia, Frédéric tulajdonában volt, majd egy lausanne-i magángyűjtemény része lett. A Christie’s aukciósház 2011. május 4-én árverezte el, az előzetesen becsült 2-3 millió dollár helyett 4 226 500 dollárért.